# Кашина Виганале (Новара)
Кашина Виганале је насеље у Италији у округу Новара, региону Пијемонт.
Према процени из 2011. у насељу је живело 19 становника. Насеље се налази на надморској висини од 377 м.